# Élections législatives de 1877 dans le Pas-de-Calais
Les élections législatives de 1877 ont eu lieu les 14 octobre et 28 octobre 1877.

## Députés élus
|    | Circonscription   | Député élu                         |  | Groupe parlementaire |
| -- | ----------------- | ---------------------------------- |  | -------------------- |
| 1  | 1re d'Arras       | Ernest Deusy                       |  | Gauche républicaine  |
| 2  | 2e d'Arras        | Louis Florent-Lefebvre             |  | Centre gauche        |
| 3  | 1re de Béthune    | Jules Hermary                      |  | Centre droit         |
| 4  | 2e de Béthune     | Pierre Brasme                      |  | Gauche républicaine  |
| 5  | 1re de Boulogne   | Achille Adam-Fontaine              |  | Centre droit         |
| 6  | 2e de Boulogne    | Paul Dussaussoy-Hubert             |  | Appel au peuple      |
| 7  | Montreuil         | François Hamille                   |  | Appel au peuple      |
| 8  | 1re de Saint-Omer | Louis Devaux                       |  | Gauche républicaine  |
| 9  | 2e de Saint-Omer  | Charles Levert                     |  | Appel au peuple      |
| 10 | Saint-Omer        | Adolphe-Charles de Partz de Pressy |  | Droite               |

## Résultats à l'échelle du département
| Partis         | Partis                     | Premier tour | Premier tour | Deuxième tour | Deuxième tour | Sièges |
| Partis         | Partis                     | Voix         | %            | Voix          | %             | Sièges |
| -------------- | -------------------------- | ------------ | ------------ | ------------- | ------------- | ------ |
|                | Bonapartistes              | 48 745       | 32,57        | 6 630         | 51,95         | 3      |
|                | Républicains modérés       | 47 444       | 31,70        | 6 132         | 48,05         | 3      |
|                | Orléanistes                | 24 619       | 16,45        |               |               | 2      |
|                | Légitimistes               | 18 532       | 12,38        | 1             |               |        |
|                | Républicains conservateurs | 10 319       | 6,90         | 1             |               |        |
|                |                            |              |              |               |               |        |
| Inscrits       | Inscrits                   | 200 665      | 100,00       | 17 447        | 100,00        | 10     |
| Votants        | Votants                    |              |              | 12 797        | 73,35         |        |
| Abstentions    | Abstentions                |              |              | 4 650         | 26,65         |        |
| Blancs et nuls | Blancs et nuls             |              |              | 8 147         | 0,27          |        |
| Exprimés       | Exprimés                   | 149 659      |              | 12 762        | 99,73         |        |

## Résultats par arrondissement

### Arrondissement d'Arras

#### 1recirconscription
| Candidats      | Candidats      | Étiquette          | Premier tour | Premier tour |
| Candidats      | Candidats      | Étiquette          | Voix         | %            |
| -------------- | -------------- | ------------------ | ------------ | ------------ |
|                | Édouard Sens   | Bonapartiste       | 10 535       | 53,59        |
|                | Ernest Deusy   | Républicain modéré | 9 122        | 47,41        |
|                |                |                    |              |              |
| Inscrits       | Inscrits       | Inscrits           | 23 548       | 100,00       |
| Votants        | Votants        | Votants            | 19 761       | 83,92        |
| Abstention     | Abstention     | Abstention         | 3 787        | 16,08        |
| Blancs et nuls | Blancs et nuls | Blancs et nuls     | 104          | 0,53         |
| Exprimés       | Exprimés       | Exprimés           | 19 657       | 99,47        |

#### 2ecirconscription
| Candidats      | Candidats                          | Étiquette                | Premier tour | Premier tour |
| Candidats      | Candidats                          | Étiquette                | Voix         | %            |
| -------------- | ---------------------------------- | ------------------------ | ------------ | ------------ |
|                | Alphonse de Cardevac d'Havrincourt | Bonapartiste             | 11 434       | 58,60        |
|                | Louis Florent-Lefebvre             | Républicain conservateur | 8 079        | 41,40        |
|                |                                    |                          |              |              |
| Inscrits       | Inscrits                           | Inscrits                 | 23 594       | 100,00       |
| Votants        | Votants                            | Votants                  | 19 633       | 83,21        |
| Abstention     | Abstention                         | Abstention               | 3 961        | 16,79        |
| Blancs et nuls | Blancs et nuls                     | Blancs et nuls           | 120          | 0,61         |
| Exprimés       | Exprimés                           | Exprimés                 | 19 513       | 99,39        |

### Arrondissement de Béthune

#### 1recirconscription
| Candidats      | Candidats      | Étiquette          | Premier tour | Premier tour |
| Candidats      | Candidats      | Étiquette          | Voix         | %            |
| -------------- | -------------- | ------------------ | ------------ | ------------ |
|                | Jules Hermary  | Orléaniste         | 11 294       | 56,40        |
|                | Fanien         | Républicain modéré | 8 730        | 43,60        |
|                |                |                    |              |              |
| Inscrits       | Inscrits       | Inscrits           | 23 526       | 100,00       |
| Votants        | Votants        | Votants            | 20 085       | 85,37        |
| Abstention     | Abstention     | Abstention         | 3 441        | 14,63        |
| Blancs et nuls | Blancs et nuls | Blancs et nuls     | 61           | 0,30         |
| Exprimés       | Exprimés       | Exprimés           | 20 024       | 99,70        |

#### 2ecirconscription
| Candidats      | Candidats       | Étiquette          | Premier tour | Premier tour |
| Candidats      | Candidats       | Étiquette          | Voix         | %            |
| -------------- | --------------- | ------------------ | ------------ | ------------ |
|                | Louis De Clercq | Légitimiste        | 14 316       | 67,43        |
|                | Descat          | Républicain modéré | 6 916        | 32,57        |
|                |                 |                    |              |              |
| Inscrits       | Inscrits        | Inscrits           | 24 886       | 100,00       |
| Votants        | Votants         | Votants            | 21 299       | 85,59        |
| Abstention     | Abstention      | Abstention         | 3 587        | 14,41        |
| Blancs et nuls | Blancs et nuls  | Blancs et nuls     | 67           | 0,31         |
| Exprimés       | Exprimés        | Exprimés           | 21 232       | 99,69        |

### Arrondissement de Boulogne

#### 1recirconscription
| Candidats      | Candidats      | Étiquette          | Premier tour | Premier tour |
| Candidats      | Candidats      | Étiquette          | Voix         | %            |
| -------------- | -------------- | ------------------ | ------------ | ------------ |
|                | Eugène Livois  | Bonapartiste       | 8 980        | 60,15        |
|                | Henry          | Républicain modéré | 5 949        | 39,85        |
|                |                |                    |              |              |
| Inscrits       | Inscrits       | Inscrits           | 19 006       | 100,00       |
| Votants        | Votants        | Votants            | 14 978       | 78,81        |
| Abstention     | Abstention     | Abstention         | 4 028        | 21,19        |
| Blancs et nuls | Blancs et nuls | Blancs et nuls     | 49           | 0,33         |
| Exprimés       | Exprimés       | Exprimés           | 14 929       | 99,67        |

#### 2ecirconscription
| Candidats      | Candidats              | Étiquette          | Premier tour | Premier tour | Deuxième tour | Deuxième tour |
| Candidats      | Candidats              | Étiquette          | Voix         | %            | Voix          | %             |
| -------------- | ---------------------- | ------------------ | ------------ | ------------ | ------------- | ------------- |
|                | Foissey-Platiau        | Républicain modéré | 5 219        | 41,39        | 6 132         | 48,05         |
|                | Paul Dussaussoy-Hubert | Bonapartiste       | 4 606        | 36,53        | 6 630         | 51,95         |
|                | Dehaynin               | Centre droit       | 2 784        | 22,08        |               |               |
|                |                        |                    |              |              |               |               |
| Inscrits       | Inscrits               | Inscrits           | 17 447       | 100,00       | 17 447        | 100,00        |
| Votants        | Votants                | Votants            |              |              | 12 797        | 73,35         |
| Abstention     | Abstention             | Abstention         |              |              | 4 650         | 26,65         |
| Blancs et nuls | Blancs et nuls         | Blancs et nuls     |              |              | 8 147         | 0,27          |
| Exprimés       | Exprimés               | Exprimés           | 12 609       |              | 12 762        | 99,73         |

### Arrondissement de Montreuil
| Candidats      | Candidats        | Étiquette      | Premier tour | Premier tour |
| Candidats      | Candidats        | Étiquette      | Voix         | %            |
| -------------- | ---------------- | -------------- | ------------ | ------------ |
|                | François Hamille | Bonapartiste   | 13 040       | 100,00       |
|                |                  |                |              |              |
| Inscrits       | Inscrits         | Inscrits       | 20 170       | 100,00       |
| Votants        | Votants          | Votants        | 14 446       | 71,62        |
| Abstention     | Abstention       | Abstention     | 5 724        | 28,38        |
| Blancs et nuls | Blancs et nuls   | Blancs et nuls | 1 406        | 9,73         |
| Exprimés       | Exprimés         | Exprimés       | 13 040       | 90,27        |

### Arrondissement de Saint-Omer

#### 1recirconscription
| Candidats      | Candidats      | Étiquette          | Premier tour | Premier tour |
| Candidats      | Candidats      | Étiquette          | Voix         | %            |
| -------------- | -------------- | ------------------ | ------------ | ------------ |
|                | Louis Devaux   | Républicain modéré | 7 226        | 100,00       |
|                |                |                    |              |              |
| Inscrits       | Inscrits       | Inscrits           | 13 273       | 100,00       |
| Votants        | Votants        | Votants            | 8 245        | 62,12        |
| Abstention     | Abstention     | Abstention         | 5 028        | 37,88        |
| Blancs et nuls | Blancs et nuls | Blancs et nuls     | 1 019        | 12,36        |
| Exprimés       | Exprimés       | Exprimés           | 7 226        | 87,64        |

#### 2ecirconscription
| Candidats      | Candidats      | Étiquette          | Premier tour | Premier tour |
| Candidats      | Candidats      | Étiquette          | Voix         | %            |
| -------------- | -------------- | ------------------ | ------------ | ------------ |
|                | Charles Levert | Bonapartiste       | 7 567        | 59,19        |
|                | de Saint-Just  | Centre droit       | 4 150        | 32,46        |
|                | Liot           | Républicain modéré | 1 068        | 8,35         |
|                |                |                    |              |              |
| Inscrits       | Inscrits       | Inscrits           | 16 102       | 100,00       |
| Votants        | Votants        | Votants            | 12 885       | 80,02        |
| Abstention     | Abstention     | Abstention         | 3 217        | 19,98        |
| Blancs et nuls | Blancs et nuls | Blancs et nuls     | 100          | 0,78         |
| Exprimés       | Exprimés       | Exprimés           | 12 785       | 99,22        |

### Arrondissement de Saint-Pol
| Candidats      | Candidats                          | Étiquette      | Premier tour | Premier tour |
| Candidats      | Candidats                          | Étiquette      | Voix         | %            |
| -------------- | ---------------------------------- | -------------- | ------------ | ------------ |
|                | Adolphe-Charles de Partz de Pressy | Légitimiste    | 9 003        | 56,67        |
|                | Thuillier                          | Bonapartiste   | 6 884        | 43,33        |
|                |                                    |                |              |              |
| Inscrits       | Inscrits                           | Inscrits       | 22 464       | 100,00       |
| Votants        | Votants                            | Votants        | 17 974       | 80,01        |
| Abstention     | Abstention                         | Abstention     | 4 490        | 19,99        |
| Blancs et nuls | Blancs et nuls                     | Blancs et nuls | 2 087        | 11,61        |
| Exprimés       | Exprimés                           | Exprimés       | 15 887       | 88,39        |